# Waiporia modica
Espèce
Synonymes
- Ascuta modica Forster, 1956

Waiporia modica est une espèce d'araignées aranéomorphes de la famille des Orsolobidae.

## Distribution
Cette espèce est endémique de Nouvelle-Zélande. Elle se rencontre dans la péninsule de Banks dans la région de Canterbury.

## Description
La femelle décrite par Forster et Platnick en 1985 mesure 2,47 mm.

## Publication originale
- Forster, 1956  : New Zealand spiders of the family Oonopidae. Records of the Canterbury Museum, vol. 7, no 2, p. 89-169.